# 石家庄铁路枢纽
中国国铁石家庄枢纽以石家庄市区为中心，位于京广石太石德三条铁路干线的交汇点，东经石德线181公里至德州编组站，西经石太线235公里至太原枢纽，南经京广线420公里至郑州枢纽，北经京广线266.2公里至北京枢纽，由中国铁路北京局集团管辖。

## 枢纽范围
石家庄铁路枢纽东至石德线土贤庄站，西至石太线石家庄西站，南至京广线平南站，北至京广线柳辛庄站。引入枢纽的干线有京广线、石太线、石德线、石太客运专线和京广深港客运专线。远期石家庄枢纽将接入石青客运专线。

## 引入枢纽的干线
- 京广铁路
- 石太铁路
- 石德铁路
- 京广高速铁路
- 石太客运专线
- 石济客运专线

## 枢纽内联络线
石太京广西北联络线：为方便西来列车直接北向进入京广线，同时作为战备需要，由石太石德直通线上的北焦站至京广线的吴家庄信号所设西北联络线，1985年改建延长到柳辛庄站。
石太石德直通线：为解决西来东去车流，减少编组站作业量和缩短行车里程，1958年修建大郭村站至工业站间直通线，立交跨越京广正线，立交桥孔径及桥台宽度预留二线位置，1959年建成通车。1983年于北侧增建二线，全长9.1公里。
石太上行引入线、下行出发线石家庄枢纽原有由大郭村站经振头站（今石家庄解放纪念馆）的石太联络线,因石太线电气化引入石家庄枢纽，原石太联络线已不能适应要求，改由南新城站经玉村站分别引入石家庄上行到达场和下行出发场。石太上行引入线长16.6公里，下行出发线长17.2公里。
石家庄站石家庄北联络线：1987年，为配合石家庄新客站的开通，石太线客车改由北端进入石家庄站，新建石家庄站至北焦站联络线，全长4.77公里。
石德京广联络线：1958年，为沟通工业站与石家庄站的联系而修建，全长3.592公里。

## 枢纽内车站

### 使用中车站
- 石家庄站
- 石家庄北站（改造中）
- 石家庄西站
- 石家庄东站
- 柳辛庄站
- 平南站
- 石工站
- 玉村站

### 已弃用车站
- 土贤庄站
- 振头站